# Klemen Lavrič
Klemen Lavrič (Trbovlje, 1981. június 12. –) szlovén válogatott labdarúgó.

## Nemzeti válogatott
A szlovén válogatottban 25 mérkőzést játszott, melyeken 6 gólt szerzett.

## Statisztika
| Szlovén válogatott | Szlovén válogatott | Szlovén válogatott |
| Időszak            | Mérk.              | gól                |
| ------------------ | ------------------ | ------------------ |
| 2004               | 3                  | 0                  |
| 2005               | 4                  | 1                  |
| 2006               | 6                  | 1                  |
| 2007               | 11                 | 4                  |
| 2008               | 1                  | 0                  |
| Összesen           | 25                 | 6                  |